# Amtsgericht Wattenscheid
Das Amtsgericht Wattenscheid war ein bis zum 31. Dezember 1977 im Bochumer Stadtteil Wattenscheid beheimatetes Amtsgericht, das dem Landgericht Bochum unterstellt war. Sein Bezirk gehört seitdem vollständig zum Amtsgericht Bochum. Das Gebäude wurde von 1879 bis 1880 im Auftrag der damaligen Stadt Wattenscheid laut Vertrag zur Errichtung eines Gerichtsgebäudes vom 22. August 1878 errichtet. In den Jahren 1934 und 1935 erfolgte ein Anbau, im Herbst 1978 der Abriss.
Bis 1892 gehörte das Amtsgericht Wattenscheid zum Landgerichtsbezirk Essen, danach zum Bezirk des damals neu errichteten Landgerichts Bochum.